# Kawika Shoji
Kawika Tennefos Shoji (Honolulu, 11 novembre 1987) è un ex pallavolista statunitense, nel ruolo palleggiatore.

## Biografia
Proviene da una famiglia di sportivi: è infatti figlio di Dave Shoji, ex pallavolista ed allenatore della squadra di pallavolo femminile della Hawaii, e Mary Shoji, ex giocatrice di pallacanestro sempre per la University of Hawaii at Manoa; è il secondo di tre figli, di cui la primogenita, Cobey, è direttrice delle operazioni per la squadra di pallavolo femminile della Stanford, mentre il terzogenito, Erik, è come lui un pallavolista professionista ed i due hanno giocato insieme sia alla Stanford che nella nazionale statunitense.

## Carriera

### Club
La carriera di Kawika Shoji inizia a livello giovanile con l'Outrigger e nella 'Iolani School. Dopo il diploma, gioca dal 2007 al 2010 nella Stanford, vincendo la NCAA Division I nell'edizione 2010, durante il suo senior year, e ricevendo il premio di MVP, condiviso col compagno di squadra Bradley Lawson, oltre che svariati premi nel corso dell'intera carriera universitaria, su tutti quello di National Player of the Year.
Inizia la propria carriera professionistica nella stagione 2010-11 giocando nella Lentopallon Mestaruusliiga con il Tampereen Isku, chiudendo il campionato al terzo posto. Nella stagione successiva va a giocare nella 1. Bundesliga tedesca per lo Charlottenburg: resta legato al club capitolino tedesco per tre annate, vincendo altrettanti scudetti.
Nel campionato 2015-16 approda nella Voleybol 1. Ligi turca, dove difende i colori dell'Arkas di Smirne. Nel campionato seguente approda in Russia alla Lokomotiv Novosibirsk. Per la stagione 2017-18 si accasa al Milano, nella Superlega italiana. Nella stagione seguente approda all'Asseco Resovia, nella Polska Liga Siatkówki polacca, dove resta per due campionati.
Per l'annata 2020-21 veste la maglia del Padova, nuovamente in Superlega, mentre nell'annata seguente fa ritorno in Efeler Ligi, questa volta per difendere i colori dello Spor Toto. Nel settembre 2022 annuncia il suo ritiro dalla pallavolo giocata.

### Nazionale
Fa parte delle selezioni giovanili statunitensi, vincendo la medaglia d'oro al campionato nordamericano Under-19 2004, nel quale riceve il premio di miglior palleggiatore, e la medaglia d'argento al Campionato nordamericano Under-21 2006.
Nel 2011 debutta nella nazionale statunitense maggiore, vincendo la medaglia d'argento alla Coppa Panamericana, competizione nella quale vince la medaglia d'oro nell'edizione 2012. In seguito vince la medaglia d'oro alla World League 2014, seguita da una bronzo nell'edizione successiva, un argento alla NORCECA Champions Cup 2015 e un altro oro alla Coppa del Mondo 2015.
Successivamente conquista la medaglia di bronzo ai Giochi della XXXI Olimpiade, seguita da quella d'oro al campionato nordamericano 2017; nel 2018 vince il bronzo alla Volleyball Nations League, torneo nel quale vince la medaglia d'argento nel 2019, e al campionato mondiale. Indossa per l'ultima volta la maglia della nazionale a stelle e strisce in occasione dei Giochi della XXXII Olimpiade.

## Palmarès

### Club
- NCAA Division I: 1

2010
- Campionato tedesco: 3

2011-12, 2012-13, 2013-14

### Nazionale (competizioni minori)
- Campionato nordamericano Under-19 2004
- Campionato nordamericano Under-21 2006
- Coppa Panamericana 2011
- Coppa Panamericana 2012
- NORCECA Champions Cup 2015

### Premi individuali
- 2004 - Campionato nordamericano Under-19: Miglior palleggiatore
- 2008 - All-America Second Team
- 2009 - All-America First Team
- 2010 - National Player of the Year
- 2010 - All-America First Team
- 2010 - NCAA Division I: Palo Alto National MVP